# 西三郷村
西三郷村（にしさんごうむら）は、かつて富山県中新川郡にあった村。

## 沿革
- 1889年（明治22年）4月1日 - 町村制の施行により、上新川郡柴草村、田添村、高野開発村、常願寺村、入江村、橋場新村、入部町村、二杉村、沖村、小路村、市田袋村、市田袋新村、肘崎村、一田中村及び伊勢屋村の区域をもって、上新川郡西三郷村が発足する。
- 1896年（明治29年）3月29日 - 郡制の施行のため、上新川郡の区域から分立して、中新川郡が発足により、中新川郡に所属となる。
- 1926年（大正15年）12月10日 - 中新川郡東三郷村及び西三郷村が合併して、中新川郡三郷村が発足する。

## 歴代村長
出典→
1. 広井文吾（1889年4月20日 - ）
2. 広井文吾（1893年 - ）
3. 野沢伝助（1895年4月 - ）
4. 小数賀政市（1896年8月 - 、事務管掌）
5. 酒井彌三（1896年9月 - ）
6. 沢内好長次郎（1897年8月 - 、事務管掌）
7. 正木善一郎（1898年8月 - ）
8. 正木善一郎（1902年8月 - 、再選）
9. 石原拓（1903年9月 - 、事務管掌）
10. 正木善一郎（1907年 - ）
11. 正木善一郎（1911年 - ）
12. 藤井宗好（1915年10月 - ）
13. 藤井宗好（1919年10月 - 、再選）
14. 広井信義（1923年9月 - 、合併まで）